# ظافر العابدین
ظافر العابدین (انگلیسی: Dhaffer L'Abidine؛ زاده‌ی ۲۶ نوامبر ۱۹۷۲) یک بازیکن فوتبال پیشین، و هنرپیشه اهل تونس است. وی کار هنری خود را از سال ۲۰۰۰ آغاز کرد و در هالیوود و در کشورهایی مانند مصر و تونس و لبنان ایفای نقش می‌کند. از فیلم‌هایی که وی در آن نقش داشته‌است علامت قابیل و هلوگرامی برای پادشاهو  عروس بیروت  که یکی از بهتربن فیلم های او در کنار کارمن بصیبص می توان نام برد .ظافر بعد از پخش سریال عروس بیروت از شبکه ی mbc پرشیا در ایران بسیار معروف شد   . .